# Вістер (Оклахома)
Вістер (англ. Wister) — місто (англ. town) в США, в окрузі Лефлор штату Оклахома. Населення — 1031 особа (2020).

## Географія
Вістер розташований за координатами 34°58′11″ пн. ш. 94°43′14″ зх. д. / 34.96972° пн. ш. 94.72056° зх. д. (34.969743, -94.720638).  За даними Бюро перепису населення США в 2010 році місто мало площу 5,11 км², з яких 5,08 км² — суходіл та 0,03 км² — водойми.

## Демографія
Згідно з переписом 2010 року, у місті мешкали 1102 особи в 451 домогосподарстві у складі 287 родин. Густота населення становила 216 осіб/км².  Було 490 помешкань (96/км²).
Расовий склад населення:
| - 74,7 % — білих - 17,7 % — корінних американців - 0,2 % — чорних або афроамериканців - 0,1 % — азіатів |

До двох чи більше рас належало 7,1 %. Частка іспаномовних становила 3,5 % від усіх жителів.
За віковим діапазоном населення розподілялося таким чином: 24,7 % — особи молодші 18 років, 55,5 % — особи у віці 18—64 років, 19,8 % — особи у віці 65 років та старші. Медіана віку мешканця становила 38,9 року. На 100 осіб жіночої статі у місті припадало 100,0 чоловіків;  на 100 жінок у віці від 18 років та старших — 95,3 чоловіків також старших 18 років.
Середній дохід на одне домашнє господарство  становив 36 644 долари США (медіана — 25 139), а середній дохід на одну сім'ю — 45 892 долари (медіана — 32 422). Медіана доходів становила 35 227 доларів для чоловіків та 27 132 долари для жінок. За межею бідності перебувало 29,6 % осіб, у тому числі 41,9 % дітей у віці до 18 років та 25,0 % осіб у віці 65 років та старших.
Цивільне працевлаштоване населення становило 321 осіб. Основні галузі зайнятості: освіта, охорона здоров'я та соціальна допомога — 20,2 %, виробництво — 16,2 %, роздрібна торгівля — 14,6 %.